# Melkior Røthling
Melkior Røthling, Johan Melchior Roethling, Johan Melchior Rötlin, Johannes Melchior Rötlin (ur. ? w Güstrow, zm. 19 marca 1676 w Kopenhadze) – duński urzędnik państwowy i dyplomata.
Był urzędnikiem rządowym w Meklemburgii (1628-1631). Studiował na Uniwersytecie w Rostocku (1633-1636). Pełnił funkcję wicesekretarza/sekretarza kantoru Hanzy w Bergen (1648-1656), również w duńskiej administracji centralnej, m.in. rezydenta Danii w Gdańsku (1658-1661), sekretarza księcia Kristiana (-1670), urzędnika i członka Kolegium Handlowego (Kommercekollegiet) (1668-1676).